# Ut pictura poesis

"Ut pictura poesis" obra de Charles-François Hutin (1715-1776) Museo de Arte de Cleveland. El dibujo es una celebración alegórica de la formación artística académica.

Ut pictura poesis (literalmente «como la pintura así es la poesía», o «la poesía como la pintura») es una locución latina utilizada en la teoría del arte y la literatura. Fue formulada por el poeta romano Quinto Horacio Flaco (autor de otras famosas locuciones como carpe diem y beatus ille), en su obra Epístola a los Pisones (también conocida como Ars poetica). Esta fórmula ha sido uno de los principales pilares del clasicismo en la literatura.

## Definición
El origen del tópico horaciano quizá provenga de la frase «la poesía es pintura que habla y la pintura poesía muda», de Simónides de Ceos. Horacio postula que hay un tipo de poesía que gusta más si se ve de cerca, y otro en cambio si se observa desde lejos, o se vislumbra por segunda vez, o se analiza con ojo crítico, como con la pintura, dado que el antiguo vínculo entre la poesía y la pintura siempre ha sido objeto de debate. Para el poeta romano, tanto en la poesía como en la pintura hay obras que resultan comprensibles, evidentes, y otras menos. Así, pintura y poesía tienen en común la experiencia estética, el goce experimentado por el espectador ante una obra sublime y creativa. En última instancia, Horacio se remonta al concepto de imitación (mímesis) formulado por Aristóteles en su Poética, que propugna la imitación de la naturaleza como fin esencial del arte.
Esta teoría fue asimilada y convertida en categoría estética por el humanismo renacentista, para el que las artes debían tener un común denominador, un nexo de unión que permitiese utilizar fórmulas de creatividad en cualquier ámbito artístico. Así, la poesía debe ser tan emotiva y evocadora que sugiera en la mente del espectador imágenes como las producidas por la visión de un cuadro. El lenguaje verbal debe ser tan solo un instrumento que propicie el resultado final de la obra, sin que interfiera en el acto de la contemplación estética. Así, Emanuele Tesauro ideó en 1658 la noción de «artes poéticas», inspirado en esta célebre cita, describiendo el componente poético y metafórico del arte.
Los artistas renacentistas emplearon también esta frase para asimilar su profesión a la de poeta, de más elevada consideración social, en una época en la que todavía la pintura era considerada como mera artesanía. Así, durante este período los artistas empezaron a ser considerados profesionales dedicados a las artes liberales, las que provienen del intelecto, además de la inspiración.
Esta fórmula tuvo plena vigencia hasta prácticamente el siglo XVIII, en que fue muy criticada por Gotthold Ephraim Lessing: en su libro Laocoonte (1766), aunque no rechazó la posibilidad de hallar un sistema que relacione todas las artes, criticó las analogías absolutas (como ut pictura poesis). Para Lessing, el medio que utiliza el arte son los signos (Zeichen), que frecuentemente son la base de la imitación. La pintura y la poesía, examinadas en sus contextos imitativos, son distintas: la pintura resulta adecuada para la representación de cualidades sensoriales, tangibles, pudiendo tan solo evocar elementos argumentativos; en cambio, la poesía realiza el proceso inverso.